# Forrest Myers

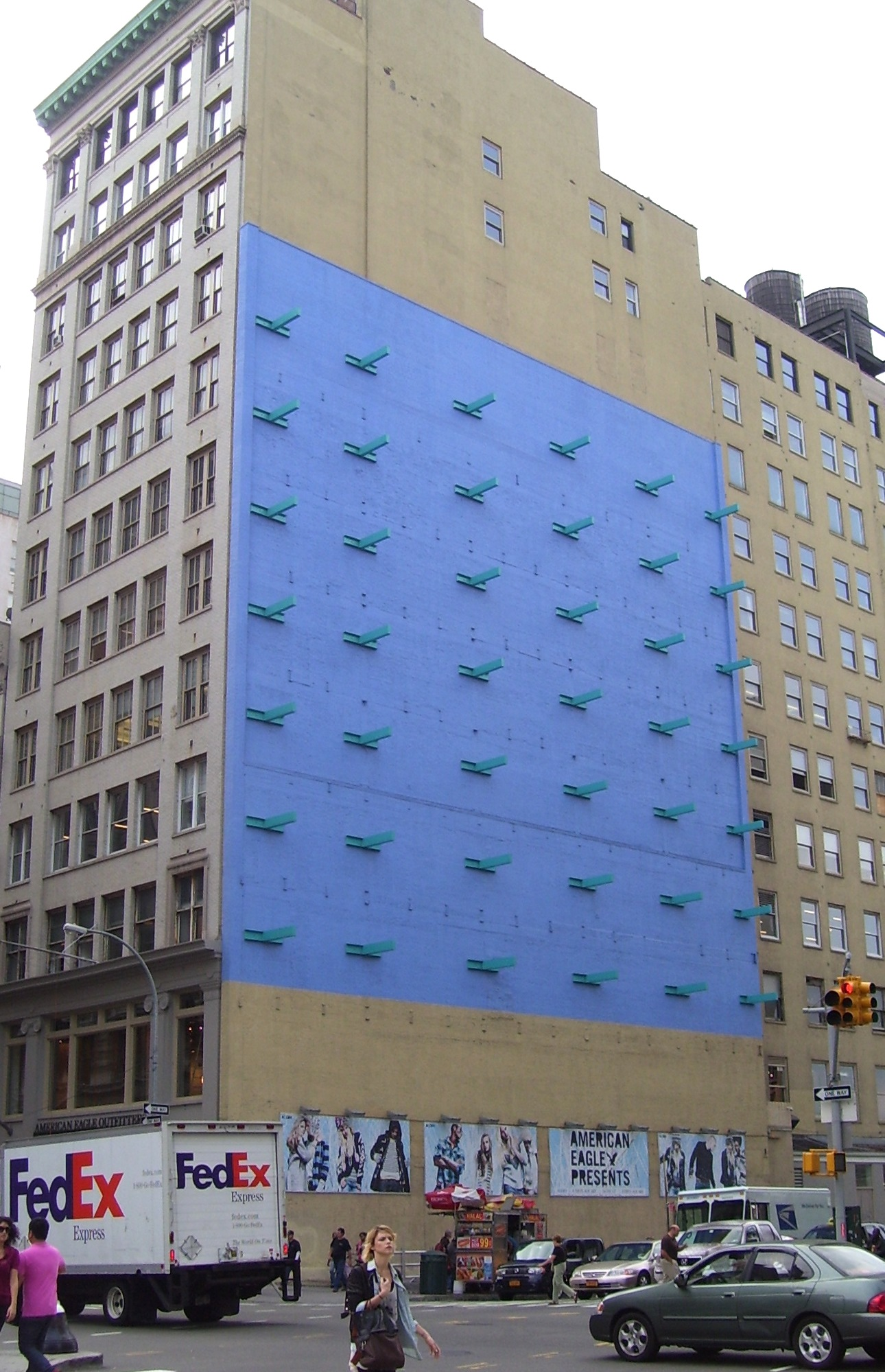
The Wall (1973), auch bekannt als „The Gateway to SoHo“. New York, Ecke Broadway und Houston Street

Forrest Warden „Frosty“ Myers (* 1941 in Long Beach (Kalifornien)) ist ein US-amerikanischer Bildhauer. Zu seinen bekanntesten Werken zählen Moon Museum (1969) und The Wall (1973).
Von 1958 bis 1960 studierte Myers am San Francisco Art Institute. 1961 zog er nach New York. Er gehörte zu den Gründungsmitgliedern der Park Place Gallery in SoHo (Manhattan). Er lebt und arbeitet in Brooklyn, New York, und Damascus, Pennsylvania.